# 有機資材

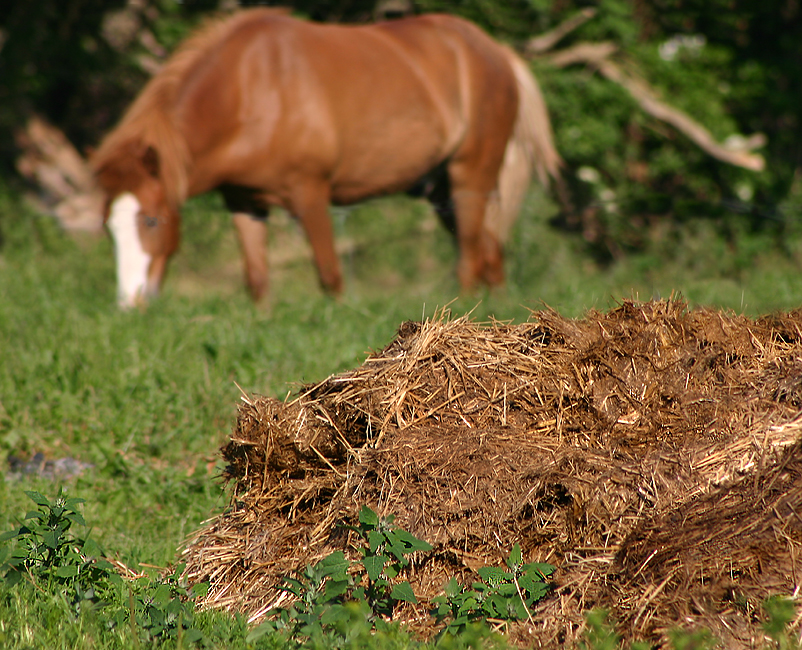
この馬小屋の例のように、厩肥はしばしば動物の糞と畜舎の敷料の混合物である。

有機資材（ゆうきしざい）は農業において肥料として用いられる有機物である。有機資材は、有機物と土壌中でバクテリアに吸収される窒素のような養分を投入することにより、土壌の肥沃性の向上に寄与する。
さらに高次の生物が菌やバクテリアを餌とし、土壌食物連鎖を構成する。

## 類型
土壌管理における有機資材は緑肥と動物性有機資材に大別される。堆肥は有機物の分解生成物であるという点で有機資材と区別される（とはいえ、両者の区別は曖昧である）。
ほとんどの動物性有機資材は草食動物および家禽類の排泄物（糞）もしくは動物の床に敷かれていて、それゆえ糞尿まみれになっている植物体（しばしば藁）である。
緑肥は後に鋤き込むという明確な目的のために栽培された作物である。そうすることにより、土壌に戻される養分と有機物を通じて地力が増加する。クローバーのようなマメ科の作物は根系における特殊な瘤である根粒の中の根粒菌を通じて、窒素を「固定」する。他の類型としては屠殺された反芻動物の反芻胃の内容物やビールを作る際に残されたホップの残渣などが含まれる。

## 有機資材の利用

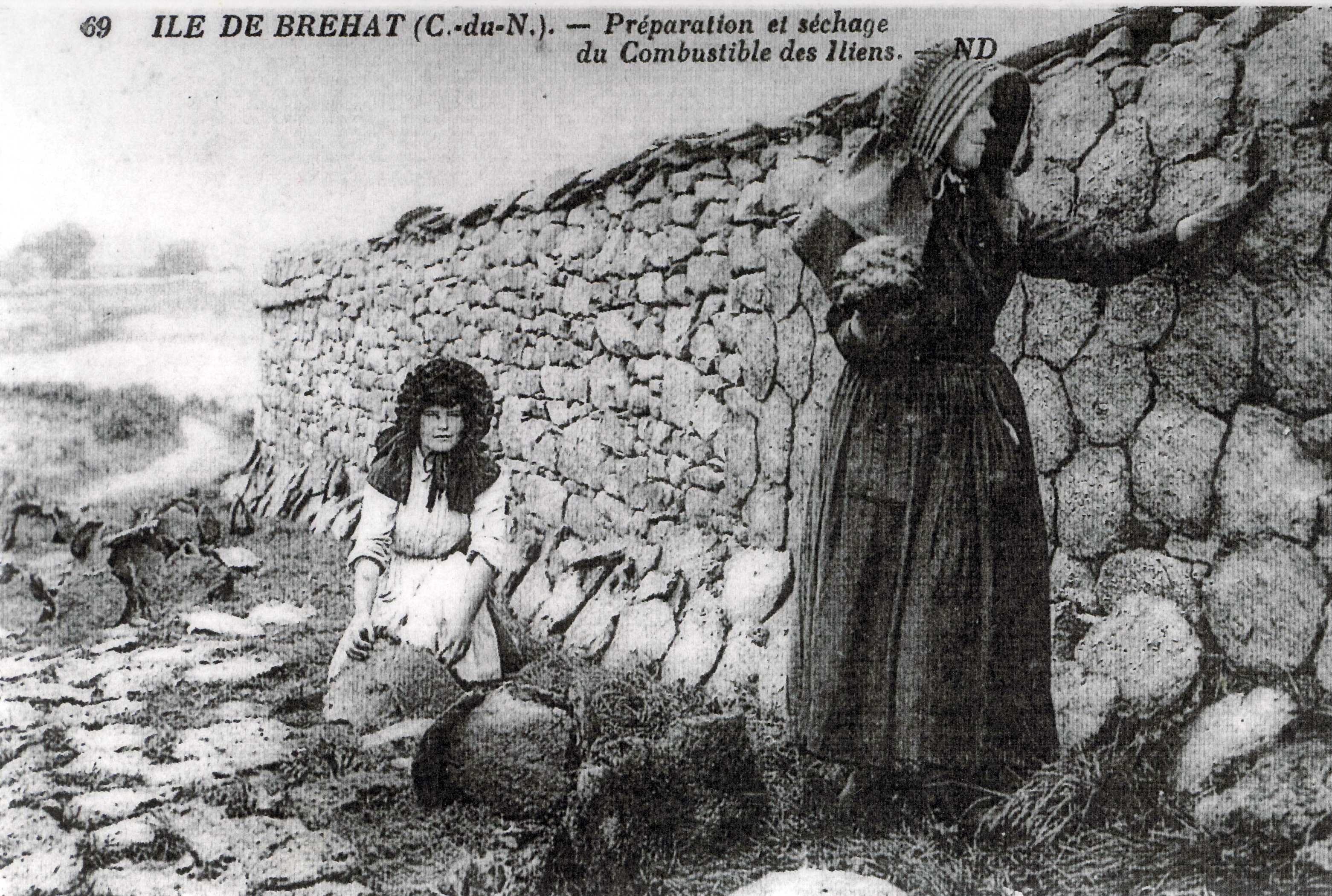
ブルターニュで糞の成形体が燃料として準備されているところ。 1900年。

有機資材は植物の成長を促す窒素などの養分を豊富に含むため、何世紀にもわたり農業で肥料として用いられてきた。豚の屠殺で生じる液体肥料は、悪臭を抑えるため、通常、土壌に直接注入される。豚や牛からの厩肥は有機資材散布機（マニュアスプレッダ）を用いて野外に散布される。家畜が食べる牧草は比較的蛋白質含量が低いため、草食動物の糞は肉食動物のそれより悪臭の程度は軽く、例えば象の糞は無臭に近い。しかしながら、野外に投入される有機資材は多量であるため、悪臭がいくつかの農業地帯では問題となりうる。家禽類の糞は新鮮な状態では植物にとって有害であるが、一定期間の堆肥化の後、有益な肥料となる。
乾燥させた動物の糞は歴史上ずっと燃料として用いられてきた。 乾燥牛糞はかつて、また現在もインドのような国で重要な燃料源であり、牛糞ケーキなどの形で使用される。一方、ラクダの糞は砂漠のような木のない地域で用いられている。その昔、オレゴンの開拓路では、開拓民が乏しい薪の代わりに大量の「バッファローチップ」を集めた。それは料理の燃料としたり、砂漠の凍える夜とたたかったり、様々な用途に使われてきた。
その他の用途としては、紙の原料としての利用で、アフリカやアジアでは、象や馬やラマやカンガルーの糞からの紙の生産が地場産業となっている所もある。これらの動物は反芻動物ではなく、それゆえ繊維が糞に未分解のまま排出されやすい。

## 保管上の注意
有機資材は分解される際に熱を発生する。多量に積み上げられて貯蔵されたものが自然発火することさえある。いったんそのような大量に保管された有機資材が燃え出すと、 非常に広範囲に渡って燃え広がり、かなりの消火活動を要する。したがって、大きな飼育場では新鮮な有機資材（糞）の山が過剰に大きくならないように注意が必要である。小規模の保管では自然発火の心配はほとんどない。

## 参考
- バイオマス
- 牛糞